# Žatec
Žatec (njem. Saaz) je grad u Ústečkom kraju Češka. Žatec je najpoznatiji po tradiciji uzgoja plemenitog žatečkog (Saaz) hmelja dugoj preko 700 godina, koji koristi mnogo svjetskih pivovara. Žatec i okolni krajolik žatečkog hmelja su upisani na UNESCO-ov popis mjesta svjetske baštine u Europi 2023. godine jer oni zajedno ilustriraju evoluciju poljo-industrijskih procesa i socio-ekonomskog sustava uzgoja i trgovine hmeljem od kasnog srednjeg vijeka do danas.
Naziv Žatec potiče od stare češke riječi  záteč / zateč koja označava mjesto na rijeci gdje se led nakuplja u suženom kanalu.

## Zemljopis
Žatec se nalazi oko 18 kilometara zapadno od središta okruga, grada Lounyja, i oko 62 km sjeverozapadno od Praga. Leži u poljoprivrednom krajoliku Mostečke kotline. Najviša točka je na 337 m nadmorske visine. Kroz grad protiče rijeka Ohře čije ušće u Blšanku se nalazi na istočnoj granici općine. Rijeka Liboc ulijeva se u Ohře na zapadnom rubu grada. 
Žatečka klima klasificirana je kao oceanska klima ( Köppen : Cfb ; Trewartha : Dobk ). Među njima, prosječna godišnja temperatura je 9,5 °C, najtopliji mjesec u srpnju je 19,6 °C, a najhladniji mjesec je siječanj s 0,1 °C. Godišnja količina oborina je 475,8 milimetara, od čega je srpanj najvlažniji sa 69,9 milimetara, dok je veljača najsuša sa samo 17,8 milimetara. Ekstremna temperatura tijekom godine kretala se od -31,2 °C 11. veljače 1929. do 38,9 °C 20. kolovoza 2012.

## Povijest
Prvi pisani spomen Žateca nalazi se u latinskoj kronici iz 1004. godine, a 1248. godine prvi put je naslovljen kao grad. Godine 1265. dobio je privilegije kraljevskog grada od češkog kralja Otakara II. Tijekom 13. stoljeća područje je naseljeno njemačkim stanovništvom. Od tada počinju komplikovani češko - njemački odnosi unutar Svetog Rimskog carsta (do 1806. god.), Austrijskog carstva i Austro-Ugarske monarhije (do 1918. god.), čijim raspadom su teritorije s njemačkim življem postale dio Čehoslovačke. Njemački Treći Rajh je područja priključio u nacističku Njemačku.
Vrhunac odnosa desio se 1945. god. njemačko stanovništo je protjerano iz Čehoslovačke. Tada je u Žatecu oko 5.000 njemačkih stanovnika okupljeno na gradskom trgu i marširalo do Postoloprta.
Procjenjuje se da je čehoslovačka vojska ubila do 2.000 žrtava u Žatecu i tijekom marša.

## Znamenitosti
Povijesna srednjovjekovna jezgra grada dobro je očuvana i zakonom je zaštićena kao urbani spomenički rezervat, a dijelom i kao urbana spomenička zona. No, Žatec i njegov krajolik, posebno njegov južni kraj poznat kao „Praško predgrađe“ (Pražské předměstí), slavni su po stoljetnoj živoj tradiciji uzgoja i trgovine najpoznatijom svjetskom sortom hmelja, plemenitog žatečkog (Saaz) hmelja, koja se koristi u proizvodnji piva diljem svijeta. Uvršteni su 2023. na popis UNESCO-ove svjetske baštine.
Svjetska baština se sastoji od dva dijela koji zajedno ilustriraju cijeli ciklus uzgoja, prerade i prometa hmelja od kasnog srednjeg vijeka (od 1261. godine) do danas:
- Sela Stekník i Trnovany i okolna polja hmelja, centralnog aromatičnog sastojka u proizvodnji piva,  koji se zbog idealnih uslova za uzgoj smatra najboljim u Češkoj.
- Povijesno urbano središte grada Žateca, zajedno s njegovim industrijskim predgrađem iz 19. stoljeća. Oba sastavna dijela su zemljopisno bliska, povezana rijekom Ohře.[5][2]

Ovaj razvijeni i kontinuirani kulturni krajolik i njegovo izgrađeno naslijeđe povezano s uzgojem i preradom hmelja, svjedoči o tradiciji koja se ovdje prakticira više od 700 godina i koja se nastavlja do danas, uprkos ogromnim demografskim promjenama u različitim razdoljima njegove povijesti. Tradicija varenja piva ovdje je započela 1261. godine, uzgajanje hmelja prvi put je dokumentirano 1348. godine. Godine 1800. – 1801. započela je proizvodnja Žatečke pivovare (Žatecký pivovar) koja traje do danas. 
Čitav krajolik povezan s proizvodnjom hmelja, pokazuje blisku interakciju između ruralnog krajolika uzgoja hmelja i njegove urbane baze. Odlike ovog upečatljivog krajolika kreću se od tradicionalnih polja hmelja do zgrada koje se koriste za sušenje, pakiranje, ovjeru i skladištenje hmelja, do dijelova prometne mreže puteva, željeznice, rijeke Ohře i drugih vodotokova. Posljedica bavljenja hmeljom su i brojni upravni, kulturni i vjerski objekti, kao i kulturna događanja. Tu su Muzej hmelja i Muzej pivarstva. Hram hmelja i piva je turistički kompleks s nekoliko atrakcija, uključujući vidikovac i mali astronomski sat. Žatec je domaćin Dočesná, festivala žetve hmelja koji se država na gradskom trgu svakog rujna. 
Crkva Uznesenja Djevice Marije (Velike Gospe) jedan je od najznačajnijih spomenika. Prvobitno je izgrađena u romaničkom stilu, a neki od njegovih romaničkih dijelova su još uvijek sačuvani. Godine 1724.–1728. dograđena je kapela Svetog Ivana Nepomuka. Oko 1740. godine zapadna fasada je rekonstruirana u baroknom stilu.
Zbog izvrsno očuvane stare jezgre, Žatec je omiljeni lokalitet za snimanje povijesnih filmova i TV serija, kao što su: Yentl (1983.), Kronike mladog Indiane Jonesa (1992.), Jadnici (1998.), Scarlet Pimpernel (1999.), Oliver Twist (1999.), Gorući grm (2013.), Žena čuvara zoološkog vrta (2016.), Vreća klikera (2017.) i oskarovac Jojo Rabbit (2019. ).
- Kneževa vrata, dio ostataka gradskih utvrda
- Muzej hmelja Žatec
- Pivski hram (muzej piva) s tornjem hmelja
- Astronomski sat Žateca
- Kapucinski klaustar s Crkvom okrunjene majke Marije

## Gradovi prijatelji
Žatec ima ugovore o partnerstvu sa sljedećim gradovima:
- Krasnystaw, Poljska
- Poperinge, Belgija
- Thum, Njemačka
- Žalec, Slovenija

## Vanjske poveznice
- Službena stranica grada (češ.) (engl.)
- [Žatec i krajolik žatečkog hmelja na putu do svjetske baštine] (češ.) (engl.)

### Ostali projekti
|  | Zajednički poslužitelj ima još gradiva o temi Žatec |